# 平良とみ
平良 とみ（たいら とみ、1928年11月5日 - 2015年12月6日）は、沖縄県出身の女優。本名、平良とみ子。旧姓は比嘉。愛称は「おばぁ」。ACO沖縄所属。

## 来歴

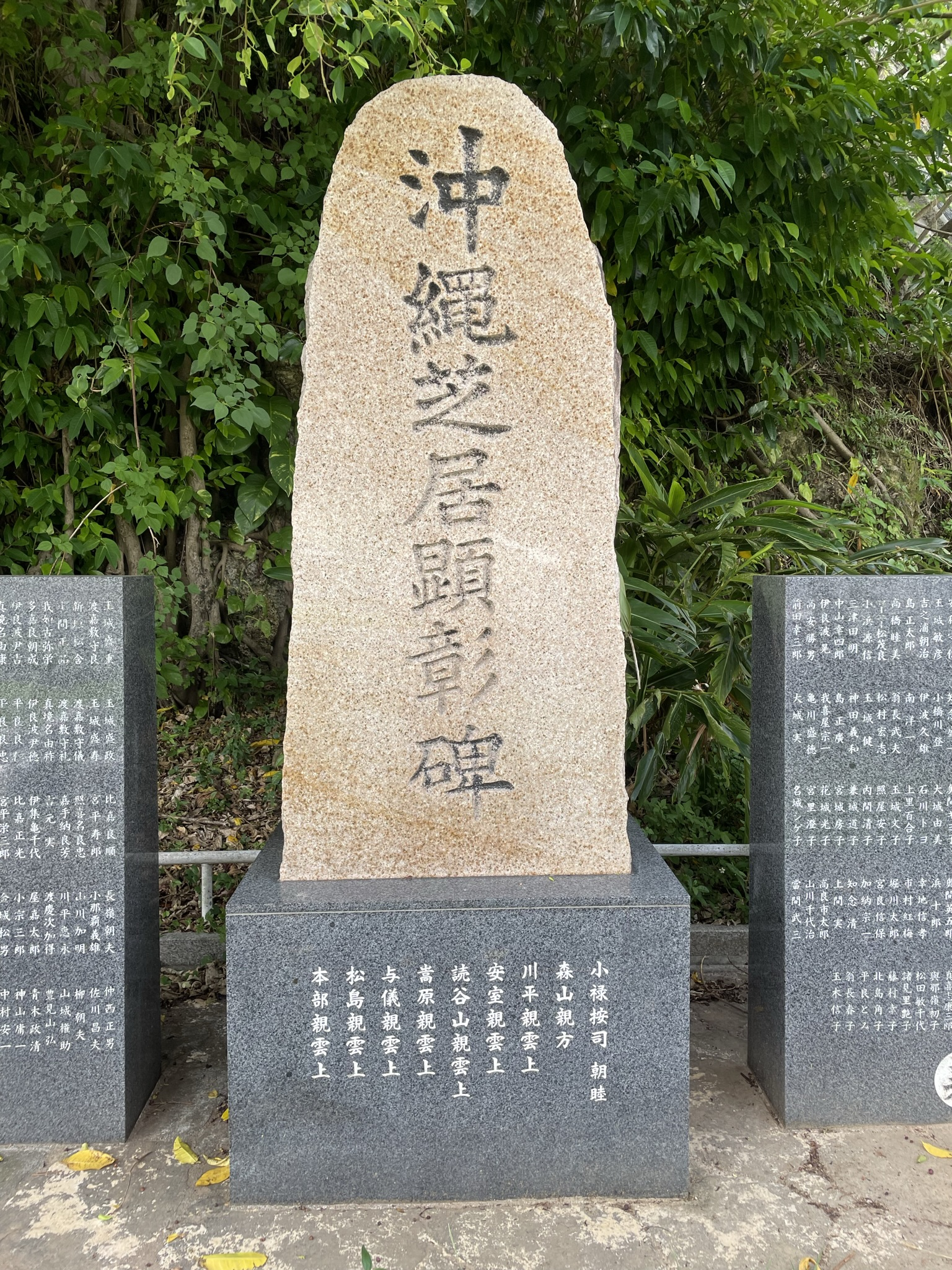
沖縄芝居顕彰碑（沖縄県那覇市）。むかって右側の石板の下段に「平良とみ」と刻まれている。

那覇市松山町出身。13歳の時に国民学校高等科の学費を稼ぐために、石垣島で「翁長小次郎一座」に入団し、子役として活躍する。1950年に同じ劇団に所属する俳優の平良進と結婚し、4子をもうける。劇団「ときわ座」や劇団「潮」に参加し、1982年に夫の平良進と共に劇団「綾船」を創設した。
1999年に『ナビィの恋』のナビィ役として一躍有名になると、2001年にNHKの連続テレビ小説『ちゅらさん』で、ヒロイン古波蔵恵里（国仲涼子）の祖母、ハナ役を演じて大ブレイクする。
2015年12月6日午前4時27分、敗血症による呼吸不全のため那覇市内の病院にて、87歳で死去。人を愛した優しい人柄から法名は「淨誠院釋優愛（じょうせいいんしゃくゆうあい）」となった。

## 受賞歴
- 1956年 - 琉球新報第2回演劇コンクール 個人演劇賞
- 1991年 - 沖縄タイムス芸術選賞 演劇部門 大賞[7]
- 1998年 - 沖縄県文化功労者表彰[2]
- 1999年 - 沖縄県指定無形文化財「琉球歌劇」保持者認定[4]
- 2000年 - 第9回東京スポーツ映画大賞 主演女優賞[7]
- 2001年 
  - 放送ウーマン賞2001特別賞[8]
  - 第30回ザテレビジョンドラマアカデミー賞 助演女優賞[9]
- 2002年 - 第26回エランドール賞 特別賞[7][10]
- 2003年 - 沖縄県功労者表彰
- 2011年 - 総務大臣感謝状
- 2014年 - 旭日双光章[2]

## 出演

### 舞台
- 「首里子ユンタ」[4]
- 「五人の母」
- 「多幸山」
- 「流れ雲」
- 「口なしの花」
- 「一人豊見城」
- 「綾船あやぐ」
- 「人頭税物語」
- 「美ら島」
- 「ちむぐりさ座間味島」
- 「コーンの道」
- 「あんま一達のロックンロール」
- 沖縄戦50周年事業演劇「洞窟」
- 「さらば福州琉球館」
- 「可愛いユーレー」
- 喜劇「めんそーれ沖縄－なんくる狂想曲－」
- 「南海のムリカ星」

### 映画
- オキナワンチルダイ（1979年、高嶺剛）
- パラダイスビュー（1985年、ヒートゥバーンプロダクション）
- マリリンに逢いたい（1988年、松竹富士）
- ウンタマギルー（1989年、パルコ）
- うみ・そら・さんごのいいつたえ（1991年、ホネフィルム）
- パイナップルツアーズ（1992年、スコブル工房）
- きこぱたとん（1993年、「きこぱたとん」を作る会）
- パイパティローマ（1994年、ピターズ・エンド）
- GAMA 月桃の花（1996年、映画GAMA - 月桃の花を成功させる会）
- BEAT（1998年、松竹）
- 夢幻琉球・つるヘンリー（1999年、高嶺プロダクション）
- ナビィの恋（1999年、東京テアトル）
- ホテル・ハイビスカス（2002年、シネカノン）[2]
- NOEL ノエル（2003年、ギャガ）
- 涙そうそう（2006年、東宝）[2]
- 恋しくて（2007年、東京テアトル）
- 銀幕版 スシ王子! 〜ニューヨークへ行く〜（2008年、ワーナー・ブラザース映画）
- 南の島のフリムン（2009年、ゴリ監督）
- 真夏の夜の夢（2009年）
- 劇場版テンペスト3D（2012年1月28日公開）[11]

### テレビドラマ
- ｢走れ!ケー100｣第49話「助けて！紋太さんの幽霊だ－沖縄の巻－」」（1973年、TBS）
- 平岩弓枝ドラマシリーズ 日本のおんなシリーズII「春の島の女」（1981年、フジテレビ）
- 木曜ゴールデンドラマ「ガラスの階段」（1983年、読売テレビ）
- 旅情サスペンス「沖縄恋唄 マングローブの島の女」（1992年、関西テレビ）
- 大河ドラマ「琉球の風」総集編　ウチナーグチ版（1994年、NHK沖縄　うちなーぐちの吹き替えのみ）

（劇中の仲田幸子の役を吹き替えたことから、奇しくも沖縄喜劇芝居の第一人者の声を、沖縄伝統芝居の第一人者が吹き替える形になった）
- サザンスコール（1994年、NHK総合）
- 「トリック TRICK」第10話（2000年、テレビ朝日）　※平良トミ名義
- よるドラ「恋セヨ乙女」・「もっと恋セヨ乙女」（2002年・2004年、NHK総合）
- 女と愛とミステリー「警視庁心理分析捜査官・崎山知子」（2002年 - 2004年、テレビ東京） - 崎山タエ
- ハイビジョンサスペンス「海猿1・2」（2002年 - 2003年、NHK総合・BShi）
- 連続テレビ小説「ちゅらさん」（2001年、NHK総合 ナレーション兼任）[1]
- 月曜ドラマシリーズ「ちゅらさん2」・「ちゅらさん3」（2003年 - 2004年、NHK総合）[1]
- 土曜ドラマ「ちゅらさん4」（2007年1月、NHK総合）[1]
- スシ王子!（2007年、テレビ朝日）
- 土曜ドラマ 「ジャッジII 〜島の裁判官奮闘記〜」（2008年11月、NHK総合）
- BS時代劇 「テンペスト」（2011年7月 - 9月、NHK BSプレミアム）
- 水曜ミステリー9「沖縄リゾート コンシェルジュ具志堅陽子の名推理」（2012年 - 2014年、テレビ東京）
- ドラマ10「つるかめ助産院〜南の島から〜」（2012年8月 - 10月、NHK総合）[2]

### ドラマ以外のテレビ番組
- 第52回NHK紅白歌合戦（2001年12月31日、NHK総合・ラジオ第1） - 審査員

### ラジオ
- 平良とみの沖縄タイム〜なんくるないさ〜（2006年 - 、ラジオ沖縄）

インターネットポッドキャスティング放送を提供中

### ゲーム
- みんなのGOLF4 （おばあ、2003年）

### CM
- 公共広告機構（現：ACジャパン） 臓器移植（2001年）
- ちゅら花株式会社（旧リプレ）・琉球もろみ酢飲料「ちゅら花（―はなぎ）」
当初は夫婦で顔出ししていたが、晩年は顔写真だけの出演に。なお会社は北九州市にある。
- ギンガネット「ギンガネット電話」 - 沖縄のおばぁ役
- NHK「九州国立博物館開館記念特別展『うるま 美ら島（ちゅらしま） 琉球』PR」（2006年）
- NHK「受信料負担のお願い」九州・沖縄版（沖縄局制作、2006年 -）

## 監修
- 琉球暦 第2弾（日本ビジネスサポート 2009年）